# Junkers Ju 268
Lo Junkers Ju 268 era un progetto di bomba guidata a motore realizzato dall'azienda tedesca Junkers GmbH ma mai arrivato alla produzione.
Inteso come velivolo-bomba alternativo alla bomba planante senza motore Arado E 377 nella configurazione Mistel 5, avrebbe dovuto essere utilizzato dalla Luftwaffe durante le fasi finali della seconda guerra mondiale, portato sul bersaglio dal Heinkel He 162 A-2 e successivamente sganciato.